# SOL25
Xperia ZL2 SOL25（エクスペリア ゼットエルツー エスオーエル ニーゴー）は、ソニーモバイルコミュニケーションズジャパンによって日本国内向けに開発された、auブランドを展開するKDDIおよび沖縄セルラー電話の第3世代/第3.5世代移動通信システム（au 3G(旧・CDMA 1X/CDMA 1X WIN)）、および第3.9世代移動通信システム（au 4G LTE）、第4世代移動通信システム（au 4G LTE CA/WiMAX2+）対応スマートフォンである。
また、海外ではXperiaZ2a D6563が発売されている。

## 概要
グローバルモデルであるXperia ZLの後継機種として開発された。デザインはSOL22を踏襲している。
OSはAndroid 4.4を搭載している。2015年6月4日には、時期は未確定ながらもAndroid™ 5.0へのOSアップデートがアナウンスされた。
カメラ機能が大幅に強化されており、新たに32K動画撮影が可能となった。また、動画の撮影後に自分の好みのシーンだけをスローモーションにすることができる「タイムシフトビデオ」機能が追加されている。
サウンド面では、デジタルノイズキャンセリング機能が搭載されており、別売の専用イヤホン（MDR-NC31EM）を利用する事によって周囲の雑音をすべてカットする事が可能となっている。
なお、au向けのXperiaシリーズとしては初めて赤外線通信に非対応となっている。
キャッチコピーは「感覚を揺さぶるもの」。

## その他機能
※PC向けWebブラウザが標準装備されている。携帯向けサイト(EZWeb)は他のスマートフォンやPCとは違い閲覧可能。
| 主な機能・対応サービス                                                  | 主な機能・対応サービス                                                        | 主な機能・対応サービス                  | 主な機能・対応サービス         |
| ----------------------------------------------------------------------- | ----------------------------------------------------------------------------- | --------------------------------------- | ------------------------------ |
| auウィジェット Webブラウザ                                              | LISMO! for Android LISMO WAVE ハイレゾ音源再生プレイヤー （最大192kHz/24bit） | おサイフケータイ NFC おくだけ充電（Qi） | ワンセグ フルセグ DLNA/DTCP-IP |
| au one メール PCメール Gmail EZwebメール                                | デコレーションメール デコレーションアニメ                                     | Friends Note                            | PCドキュメント                 |
| au Smart Sports Run & Walk Karada Manager ゴルフ(web版) Fitness、歩数計 | GPS 方位計                                                                    | au oneナビウォーク au one助手席ナビ     | au one ニュースEX au one GREE  |
| かんたんメニュー じぶん銀行                                             | 緊急速報メール                                                                | Bluetooth                               | 無線LAN機能 (Wi-Fi)            |
| 赤外線通信                                                              | WIN HIGH SPEED au 4G LTE WiMAX2+                                              | グローバルパスポート                    | auフェムトセル                 |
| microSD microSDHC microSDXC                                             | モーションセンサー(6軸)                                                       | 防水 防塵                               | 簡易留守録 着信拒否設定        |

- 安心セキュリティパックはフル対応
- PlayStation Certifiedに対応（DUALSHOCK 3対応）

## 沿革
- 2014年5月8日 - KDDI、およびソニーモバイルコミュニケーションズジャパンより公式発表。
- 2014年5月23日 - 日本全国にて発売開始[12]。

## アップデート
2014年5月23日のアップデート
- 4Gエリアにおける接続性向上。

2015年12月9日のアップデート
- Android™ 5.0による機能・操作性の向上。
- ハイレゾ音源のアナログ音声出力に対応。
- DSEE HXに対応。
- クイック設定のユーザーインタフェース（UI）と表示方法の変更。
- 電話・電話帳アプリのUIの変更。
- 日付と時刻、アラーム設定のUIの変更。
- カメラ機能において「ARファン」「サウンドフォト」「マルチカメラ」に対応。
- 優先通知機能の追加。
- 設定メニュー内の項目を検索可能に。
- 「スポットリスト」アプリへの対応。